# Revista Begins

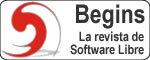
Logo de la revista.

Begins fue el nombre de una revista en formato electrónico en español, gratuita y completamente libre, que se distribuyó durante los años 2006 al 2008. Trataba temas sobre todo lo relacionado con el mundo del software libre y código abierto.
Está bajo Licencia de Documentación Libre GNU (GNU Free Documentation License).
Begins pretendió ser un referente en lo que se refiería a las publicaciones existentes sobre sistemas Linux. Comenzó del mismo modo en que comienzan la mayoría de los proyectos relacionados con el software libre: la mente de unos aficionados chilenos al sistema del pingüino se puso a funcionar y antes de darse cuenta, Begins encontraba apoyo y colaboradores en muy distintas partes del planeta.

## Historia
Comenzó siendo el proyecto de un grupo de amigos de la ciudad de Chillán, Chile, encontrando apoyo en colaboradores de muy diversas partes del planeta. La idea nació en octubre de 2005 en un mensaje que se envió a la lista de correos de LinuxChillan, y su primer número se liberó el 28 de marzo de 2006. Pretendía ser una revista dirigida a la comunidad y sobre todo hecha por la comunidad. Por ello se nutría de los artículos que envíaban los lectores de todo el mundo. Siempre estaba abierta a recibir contribuciones las que debían cumplir algunas condiciones mínimas.
Desafortunadamente, por diversas situaciones que afectaron a todo el equipo editorial, la revista dejó de ser publicada a finales del año 2008.